# Hüftwert
Der Hüftwert ist eine Zahl, die in der Orthopädie als Anhalt für die Verformung eines Hüftgelenkes benutzt wird. Er berechnet sich aus bekannten Messwerten am Röntgenbild des Hüftgelenkes. Durch den Hüftwert wird die Ausbildung der Pfanne des Hüftgelenkes, die Ausnutzung der Pfanne durch den Hüftkopf und dessen Lage im Hüftgelenk erfasst. Normal gelten beim Erwachsenen Werte bis 15. Leicht deformierte Hüftgelenke haben Werte von 16 bis 21 und schwer deformierte Hüftgelenke haben Werte ab 22. 
Der Hüftwert wurde 1972 in die Orthopädie eingeführt und ist zwischenzeitlich ein anerkanntes Hilfsmittel in der Beurteilung von Hüftgelenken. Er erlaubt zum einen die Diagnose, ob auf Grund der Form des Hüftgelenkes eine arthrotische Entwicklung möglich ist und zum anderen beim bereits arthrotischen Gelenk, ob die Form des Gelenkes für die Arthrose verantwortlich sein kann. Verlaufskontrollen erlauben eine Prognose über die weitere Entwicklung des Hüftgelenkes. 